# 丹多利
14°23′53″N 3°32′42″W / 14.39806°N 3.54500°W
丹多利（法語：Dandoli），是馬里的城鎮，位於該國中部，由莫普提區的邦賈加拉省負責管轄，處於邦賈加拉東北面10公里，海拔高度440米，2009年該鎮人口9,853。